# Aknada (Agvali)
|  | Per a altres significats, vegeu «Aknada». |

Aknada (en rus: Акнада) és un poble del Daguestan, a Rússia, que en el cens del 2010 tenia 120 habitants. Pertany al districte rural d'Agvali.